# Agadá
Ággadá ou Agadá (do Aramaico babilônico judaico: אגדא; romaniz.: ʾaggādhʾa e hebraico: הגדה; romaniz.: āggadhā, significando, literalmente, "conto, folclore, sermão"; pl. ággadot. Pronúncia asquenazi, aggados) refere-se aos textos exegéticos não-legalísticos na literatura rabínica clássica do judaísmo, particularmente como registrados no Talmude e no Midrash. Em geral, a Agadá é um compêndio de textos rabínicos que incorpora folclore, anedotas históricas, exortações morais e conselhos práticos em várias esferas, desde os negócios até a medicina.
Em termos de etimologia, o cognato em hebraico:  הַגָּדָה, significa "contar", enquanto a raiz aramaica אגד (assim como נגד, da qual אגדה pode surgir) tem a implicação dupla de "expandir"/"extrair" e "encadernar"/"desenhar". Correspondentemente, a Agadá pode ser vista como aqueles ensinamentos que comunicam tradições rabínicas ao leitor, expandindo simultaneamente sua compreensão do texto, enquanto fortalecem sua experiência religiosa e conexão espiritual. A raiz também tem o significado "fluxo", e aqui se relaciona com a transmissão de ideias.
Todos os principais elementos da crença judaica ulterior se encontra no Agadá, apresentados na forma fluída de estórias, que permitiriam aos judeus, em muitos ambientes culturais diferentes, memorizarem os ensinamentos antigos de maneira significativa.